# Olavi Lindén

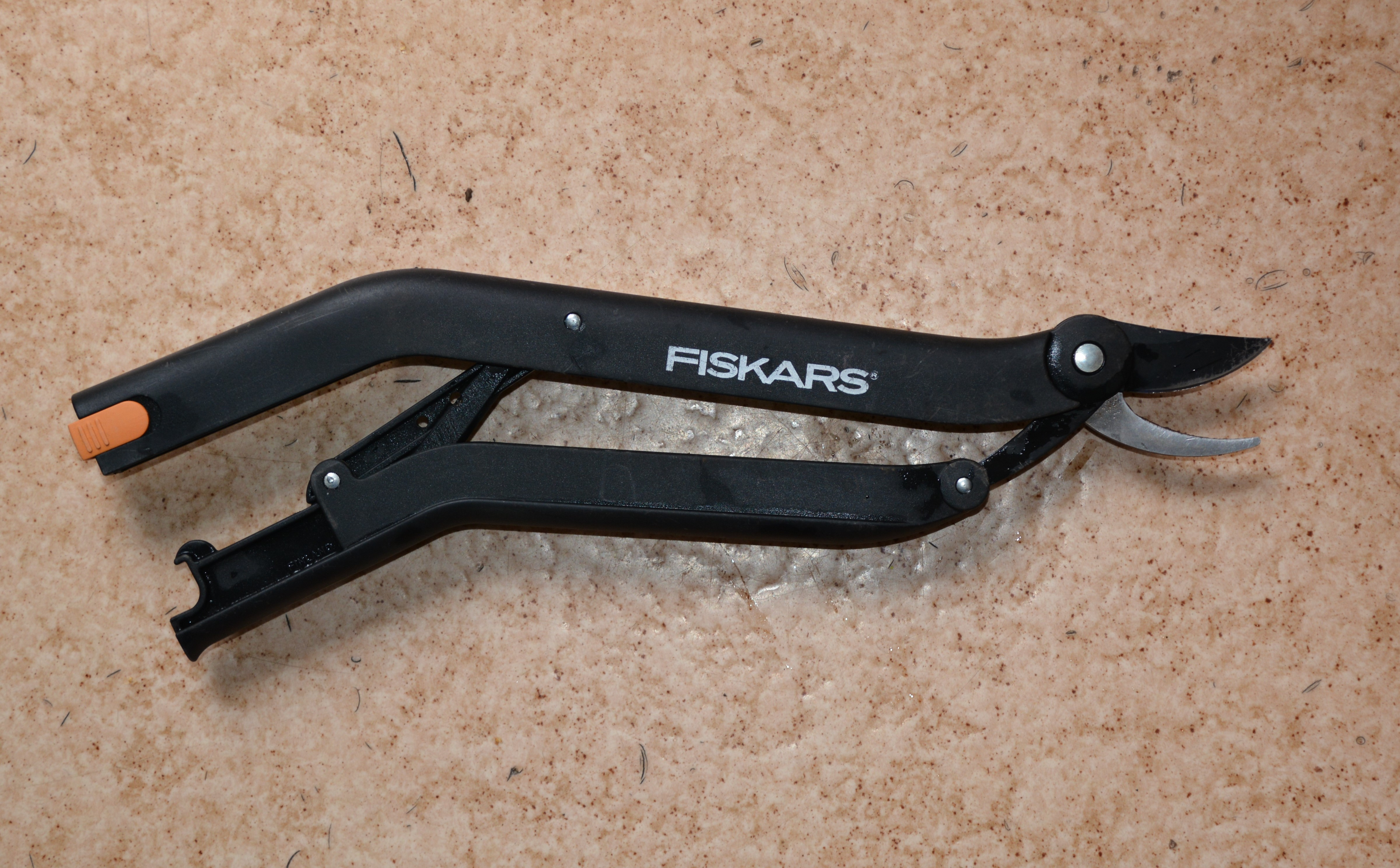
Fiskars sekatör med långt skaft, formgiven av Olavi Lindén tillsammans med Markus Paloheimo 2004

Olavi Lindén, född 1946, är en finländsk industriformgivare och instrumentbyggare.
Olavi Lindén blev ingenjör 1970. Han började efter examen arbeta på Fiskars som assistent till formgivaren Olof Bäckström och ansvarig för produktutveckling av saxar. Han var från 1984 och fram till 2000-talet produktutvecklingschef och chefsdesigner på Fiskars Consumer Oy Ab.
Han har formgivit saxar och olika trädgårdsredskap på Fiskars. Hans första egna formgivna produkt var en saxslip, som patenterades 1979. Han började som ung att bygga musikinstrument som akustiska basgitarrer och kontrabasar, vilka nu också tillverkas i hans företag Linden Instruments i Åbo.
Lindén fick det finländska Statliga priset för konstindustri 2002 och Kaj Franck-priset 2006.